# 筒美奈子
筒 美奈子（つつ みなこ、1976年1月24日 - ）は、日本の女性声優。鹿児島県出身。81プロデュース所属。

## 人物
声優としては、アニメ、テレビなどで活躍している。
趣味・特技は歌唱、音楽鑑賞、映画鑑賞。

## 出演
太字はメインキャラクター。

### テレビアニメ
- 超速スピナー（1999年、観客）
- とっとこハム太郎（2000年、サッカー少年A、男子）
- 激闘!クラッシュギアTURBO（2001年、小池ノビル）
- あたしンち（2002年、ばーちゃん〈若い頃〉）
- ロックマンエグゼ（2002年、ギャラリー1）
- D.C. 〜ダ・カーポ〜（2003年、母親、おばさん）
- みらくる! ぱんぞう（2004年、ぱんぞう）
- MAJOR 1st season（2004年、沢村の友人）
- 新あたしンち（2015年、お婆ちゃん）

### 劇場アニメ
- 劇場版 とっとこハム太郎 ハムハムランド大冒険（2001年、すっしーず）

### 吹き替え
- ボブとはたらくブーブーズ（2000年、スキップ）

### テレビ番組
- いないいないばあっ!（クックー）
- まちかどド・レ・ミ（ムジカ）